# Kuncsorba
Kuncsorba község az Észak-Alföldi régióban, Jász-Nagykun-Szolnok vármegye Törökszentmiklósi járásában.

## Fekvése
Az Alföldön, a vármegye délkeleti részén fekszik, a megyeszékhelytől, Szolnoktól körülbelül 35 kilométerre. A szomszédos települések: észak felől Örményes, északkelet felől Kisújszállás Csorba nevű településrésze, kelet felől Túrkeve, dél felől Mezőtúr, délnyugat felől Kétpó, nyugat felől pedig Törökszentmiklós.

### Megközelítése
Közút: A település központján végighalad, nagyjából dél-északi irányban a 46-os főút kétpói szakaszától Örményesen át Fegyvernekig és a 4-es főútig húzódó 4204-es út, ezen érhető el az említett települések, illetve a két főút irányából is. Túrkevével a 4203-as út köti össze.
A közúti tömegközlekedést a Volánbusz járatai látják el.
Vasút: Vasútvonal nem vezet át a településen; a legközelebbi vasútállomás a MÁV 100-as számú, Budapest–Záhony-vasútvonalának Fegyvernek-Örményes vasútállomása, a központtól körülbelül 8 kilométerre északra.

## Története
A területet 1240-ben a kunok kapták meg. 1261-ben az egri püspökség birtoka volt. 1395-ben Csorba János szállása, később Csorbaszállás néven volt említve. A török hódoltság idején a vidék többi településéhez hasonlóan elnéptelenedett és pusztává vált.
1702-ben a Német Lovagrend birtokába került, 16 évvel később, 1718-ban Kunszentmárton vette árendába, nevét ekkor Kuncsorbai pusztaként említették. 1897-ben lett önálló település lett Kunszentmárton külterületéből, és a tiszai közép járáshoz csatolták.

## Közélete

### Polgármesterei
- 1990–1994: Murányi Zsigmondné (független)[3]
- 1994–1998: Murányi Zsigmondné (független)[4]
- 1998–2002: Murányi Zsigmondné (független)[5]
- 2002–2003: Tarjányiné Bozóki Erzsébet (független)[6]
- 2003–2006: Rédai János (MSZP)[7]
- 2006–2010: Rédai János (MSZP)[8]
- 2010–2014: Rédai János (MSZP)[9]
- 2014–2019: Rédai János (MSZP)[10]
- 2019–2024: Stassné Ullár Hajnalka (független)[11]
- 2024– : Stassné Ullár Hajnalka (független)[1]

A településen 2003. július 27-én időközi polgármester-választást (és képviselő-testületi választást) tartottak, az előző képviselő-testület önfeloszlatása miatt. A választáson az addigi faluvezető is elindult, de 18 %-ot is alulmúló eredményével mindössze az utolsó helyet tudta elérni a három induló közül.
A települési önkormányzat képviselő-testülete – a vonatkozó jogszabályok módosításainak 2010-es hatályba lépése óta – a polgármesterből és négy képviselőből áll.

## Nevének eredete
Kuncsorba neve két részből tevődik össze. A kun- előtag a IV. Béla által 1240-ben a területre letelepített kunokra utal. A -csorba utótag pedig Csorba János nevére, akit egy 1395-ös oklevél is említ, mint a terület birtokosát.

## Népesség
A jellegzetesen alföldi területű tanyaközpontból mérnöki tervezéssel kialakított község. 1240-ben kunok kapták meg, tehát eredeti kun település. Csorbajánosszállása, később Csorbaszállás néven ismert. 1718-tól már Kuncsorbai pusztaként említik.
A település népességének változása:
| Lakosok száma | 627  | 612  | 618  | 559  | 510  | 523  | 532  |
|               | 2013 | 2014 | 2017 | 2021 | 2022 | 2023 | 2024 |

2001-ben a település lakosságának közel 100%-a magyar nemzetiségűnek vallotta magát.
A 2011-es népszámlálás során a lakosok 90,2%-a magyarnak, 0,3% cigánynak, 0,2% németnek mondta magát (9,8% nem nyilatkozott; a kettős identitások miatt a végösszeg nagyobb lehet 100%-nál). A vallási megoszlás a következő volt: római katolikus 24,3%, református 34,1%, görögkatolikus 0,2%, felekezeten kívüli 27,2% (14,1% nem nyilatkozott).
2022-ben a lakosság 91,2%-a vallotta magát magyarnak, 0,4% németnek, 0,4% románnak, 0,2% görögnek, 1,4% egyéb, nem hazai nemzetiségűnek (8,8% nem nyilatkozott; a kettős identitások miatt a végösszeg nagyobb lehet 100%-nál). Vallásuk szerint 19,6% volt református, 12,9% római katolikus, 0,2% evangélikus, 0,6% egyéb katolikus, 36,3% felekezeten kívüli (30,4% nem válaszolt).

## Gazdasága

### Mezőgazdaság
A község talaja agyagos, másodlagos szikesedésre hajlamos.
Kuncsorba lakosai mindig földműveléssel és állattenyésztéssel foglalkoztak. A településen egy sertéstelep is működik.

### Ipar
Kuncsorbán sohasem volt jelentős ipari termelés. Jelenleg egy üzemben folyik takarmánytápok -és kiegészítők előállítása.

## Vallás
A 2001-es népszámlálás adatai alapján a lakosság 41,7%-a református, 33,2%-a római katolikus vallású. 22,4% nem tartozik egyetlen egyházhoz, vagy felekezethez sem. 2,7% ismeretlen, vagy nem válaszolt.

### Római katolikus egyház
Az Egri főegyházmegye (érsekség) Jász-Kun Főesperességének Törökszentmiklósi Esperesi Kerületébe tartozik, mint önálló plébánia. 1946-ban lett önálló plébánia, addig Törökszentmiklós filiája volt. Plébániatemplomának titulusa: Szent István király.

### Református egyház
A Tiszántúli Református Egyházkerület (püspökség) Nagykunsági Református Egyházmegyéjébe (esperesség) tartozik. Önálló missziói egyházközség.

### Evangélikus egyház
Az Északi Evangélikus Egyházkerület (püspökség) Dél-Pest Megyei Egyházmegyéjében (esperesség) lévő Szolnoki Evangélikus Egyházközséghez tartozik, mint szórvány.

## Nevezetességei
- Római katolikus (Szent István király-) templom: 1939-ben épült.
- Református templom: 1937-ben épült.
- I-II. világháborús emlékmű.
- Helytörténeti gyűjtemény.

## Testvértelepülés
- Égerhát